# Јелица Војиновић
Јелица Војиновић (Лозница, 23. маја 1935 — Шабац, 6. јуна 2019) била је југословенска и српска глумица.
Остварила се као првакиња драме Шабачког позоришта, а у тој установи била је стално запослена од 1985. до 2000. године. Добитница је пет награда награда за најбољу глумицу на позоришном фестивалу „Јоаким Вујић“. Њена ћерка, Александра, такође је глумица.